# Ruta de los Nazaríes
La Ruta de los Nazaríes es una ruta turística en España, perteneciente al conjunto de las denominadas rutas de El legado andalusí, que une Navas de Tolosa con Granada. La ruta recorre la mayor parte de las tierras fronterizas entre las provincias de Jaén y Granada, que formaban las líneas defensivas musulmana, el Reino nazarí de Granada, y cristiana, la Corona de Castilla, durante los siglos XIII y XV.

## Descripción
Una ruta caracterizada por el belicismo, el cual llega hasta nuestros días representado por la región española donde mayor concentración de fortificaciones militares existe de toda Europa. Así pues, en ella se pueden observar aún los restos, algunos muy bien conservados, de numerosas atalayas, fortificaciones y castillos que fueron escenario de la lucha territorial entre moros y cristianos en la inestable frontera de Granada.
Entre los restos más destacados podremos citar las torres de Iznalloz, Torre Candela y Deifontes en Granada o los castillos de Cambil, La Guardia (una de las primeras fortificaciones árabes de la península datada del siglo VIII), Montejícar, Píñar y prácticamente los de todas las localidades de la ruta, además de los Baños árabes de Jaén.
A su vez, es de inevitable mención recordar la inclusión en la ruta del conjunto histórico Patrimonio de la Humanidad de Úbeda y Baeza, así como, en el marco del patrimonio natural, los hermosos parajes del parque natural de Sierra Morena y el parque natural de las Sierras de Cazorla, Segura y Las Villas.
Las poblaciones que conforman la ruta son: Navas de Tolosa, La Carolina, Baños de la Encina, Bailén, Mengíbar, Andújar, Arjona, Porcuna, Torredonjimeno, Martos, Torredelcampo, Linares, Úbeda, Baeza, Jódar, Jimena, Mancha Real, Jaén, La Guardia, Cambil, Huelma, Guadahortuna, Píñar, Iznalloz, Deifontes, Albolote, Maracena y Granada.